# Route nationale 15 (Cameroun)
Pour les articles homonymes, voir Route nationale 15.
La route nationale 15 est une route camerounaise reliant Batchenga à Tibati en passant par Ntui, Yoko. Sa longueur est de 557 km,.